# Matthias Weischer
Matthias Weischer (Elte bij Rheine, 15 januari 1973) is een Duits kunstschilder, graficus en tekenaar. Ook schildert hij decors voor toneel- en operaproducties.
Weischer studeerde aan de kunstacademie van Leipzig, de Hochschule für Grafik und Buchkunst Leipzig (HGB), alwaar hij in 2000 een diploma in onder andere grafiek behaalde. Van 2000 tot 2003 was hij Meisterschüler bij Sighard Gille. In 2002 richtte hij met elf andere kunstenaars de Produzentengalerie Liga te Berlijn op (Neue Leipziger Schule), welke kunstenaarsgroep maar twee jaar bleef bestaan.
Hij heeft een eigen kunststijl ontwikkeld, met zowel abstracte als figuratieve elementen. Tot 2007, toen hij een studiereis naar Rome maakte, was zijn coloriet bleek en opzettelijk grauw. Later ging hij meer werk maken dat op natuurobservaties berust.
Weischer woont te Leipzig en heeft er zijn atelier in een voormalige textielfabriek, de ook door veel andere kunstenaars gebruikte Leipziger Baumwollspinnerei. 
Matthias Weischer heeft in veel landen buiten Duitsland geëxposeerd, ook in Nederland (Gemeentemuseum, Den Haag; COBRA-museum, Amstelveen; Drents Museum, Assen, 2020). Twee belangrijke Duitse musea waar werken van Weischer te zien zijn, zijn het Museum für Moderne Kunst te Frankfurt am Main en het Museum der bildenden Künste te Leipzig. Ook het Gemeentemuseum te Den Haag heeft werk van hem in zijn collectie opgenomen.
Weischer heeft in 2018 illustraties gemaakt voor de Duitse editie van een gedichtenbundel van Cees Nooteboom (Mönchsauge, Nederlands: Monniksoog). 